# Ustaška obrana
Ustaška obrana bila je od 1941. do 1943. odjel III. Ustaške nadzorne službe te kasnije samostalna organizacija za održavanje i osiguravanje ustaških koncentracijskih logora. Njeni pripadnici su najodgovorniji za zločine koji su se tamo događali tijekom drugog svjetskog rata. Za Obranu kao vojnu postrojbu ponekad se koristi i naziv  Ustaški obrambeni zdrug.

## Povijest
Utemeljitelj i zapovjednik Ustaške obrane bio je Vjekoslav Luburić. Osim osiguravanja logora, postrojbe Ustaške obrane su povremeno djelovale protiv jugoslavenskih partizanskih odreda.
Od 24. lipnja 1941., Ustaška obrana je postala izvršni organ Ustaške nadzorne službe (UNS), koja je djelomično bila pod upravom Stožera Ustaške vojnice a djelomično pod upravom Ministarstva unutarnjih poslova.
Ustaška obrana u početku je imala sedam satnija kojima je kasnije pridodano još nekoliko satnija pa su sredinom 1942. utemeljene bojne. Bojne, koje su se sastojale od po četiri satnije, davale su stražu za vanjsko osiguravanje logora Jasenovac te stražu za zatočenike koji su radili na poslovima izvan logora.
Većina pripadnika Ustaške obrane bili su dobrovoljci iz Hercegovine, Like, i Zagore. U veljači i ožujku 1942. ustaški obrambeni zdrug, od 1200 boraca, postrojen je u Lipiku, sa zadaćom obrane područja Lipik-Okučani-Novska-Nova Gradiška. U travnju 1942. ustrojena je Domobranska dobrovoljačka pukovnija, sastavljena od pripadnika Obrane, te upućena u istočnu Hercegovinu radi osiguranja granice NDH prema Crnoj Gori. Razlog presvlačenje pripadnika Obrane u domobranske odore bio je što talijanske vlasti nisu dopuštale djelovanje ustaških postrojbi u svojoj okupacijskoj zoni. Pukovnija je stavljena pod zapovjedništvo pukovnika Franje Šimića.
U jesen 1942., po dolasku Marka Pavlovića, domobranskog satnika (kasnijeg ustaškog pukovnika), na čelo Ustaška obrana je imala oko 1800 ljudi. Zatim su postupno postavljene stalne posade u Bosanskoj Dubici, Novskoj, Lipovljanima i Sunji.
Pod zapovjedništvom Ljube Miloša postrojbe Ustaške obrane iz Jasenovca sredinom listopada 1942. godine napale su i opljačkale više sela u okolici Jasenovca a pretežni dio stanovništva (pravoslavaca koji su prešli na katoličku vjeru) odveli su u logor. Pokrenuta je istraga i u prosincu 1942. godine Miloš je uhićen. Zatočen je u zatvoru na Savskoj cesti u Zagrebu te na traženje Vjekoslava Luburića pušten 23. prosinca 1942. godine.
Do kraja 1944. Ustaška obrana narasla je na 7000 pripadnika, te se borila protiv partizana u Posavini, kod Bjelovara, Daruvara, Požege, i Đakova.
20. rujna 1944. pripadnici Ustaške obrane u Bosanskoj Dubici vješaju 17 zatočenika pred lokalnom mošejom, građana Dubice koji su nešto ranije odvedeni u logor Jasenovac. Radilo se o aktivistima i suradnicima NOP-a (svih vjera i dobi, većinom katolika i muslimana; bilo je i ustaša poput S. Krausa koji je obješen skupa s ocem I. Krausom) za koje su u zapovjedništvu sabirnog logora Jasenovca (koje je ujedno i bilo zapovjedništvo obrambenog zdruga) doznali da su u gradu, a koje su odlučili pohvatati i pobiti. 4. bojna obrambenog zdruga bila je u Dubici. Razlog je bio neuspjeli napad na Bosansku Dubicu 21./22. srpnja 1944. godine. Preko doušnika iz Dubice Gestapo i ustaška policija doznali su da je 11. Kozaračka brigada raspolagala potankim podatcima o snazi i rasporedu ustaških jedinica u mjestu, zbog čega napadna akcija nije uspjela, pa su krenuli u okrutnu odmazdu.
Pred kraj rata dolazi do zatvaranja ustaških koncentracijskih logora. Kako bi prikrio zločine u koncentracijskom logoru Jasenovac, Vjekoslav Luburić naredio je likvidaciju svih zatočenika i zatočenica te rušenje logora. 21. travnja 1945. pripadnici Ustaške obrane pogubili su skupinu od oko 100 do 700 žena, a tijekom noći i još nekoliko stotina osoba. Sljedećeg dana 670 logoraša krenulo je u proboj, ali probilo ih se samo 89. Nemoćni, bolesni i oni koji nisu sudjelovali u proboju su pobijeni.
Nakon ukidanja logora Ustaška obrana se uključuje u posljednje borbe koje su Hrvatske oružane snage organizirano vodile protiv nadirućih partizanskih snaga. Tijekom povlačenja Hrvatskih oružanih snaga u Austriju u svibnju 1945., Ustaška obrana je činila odstupnicu kolone hrvatskih vojnika i civila.